# Alissa York

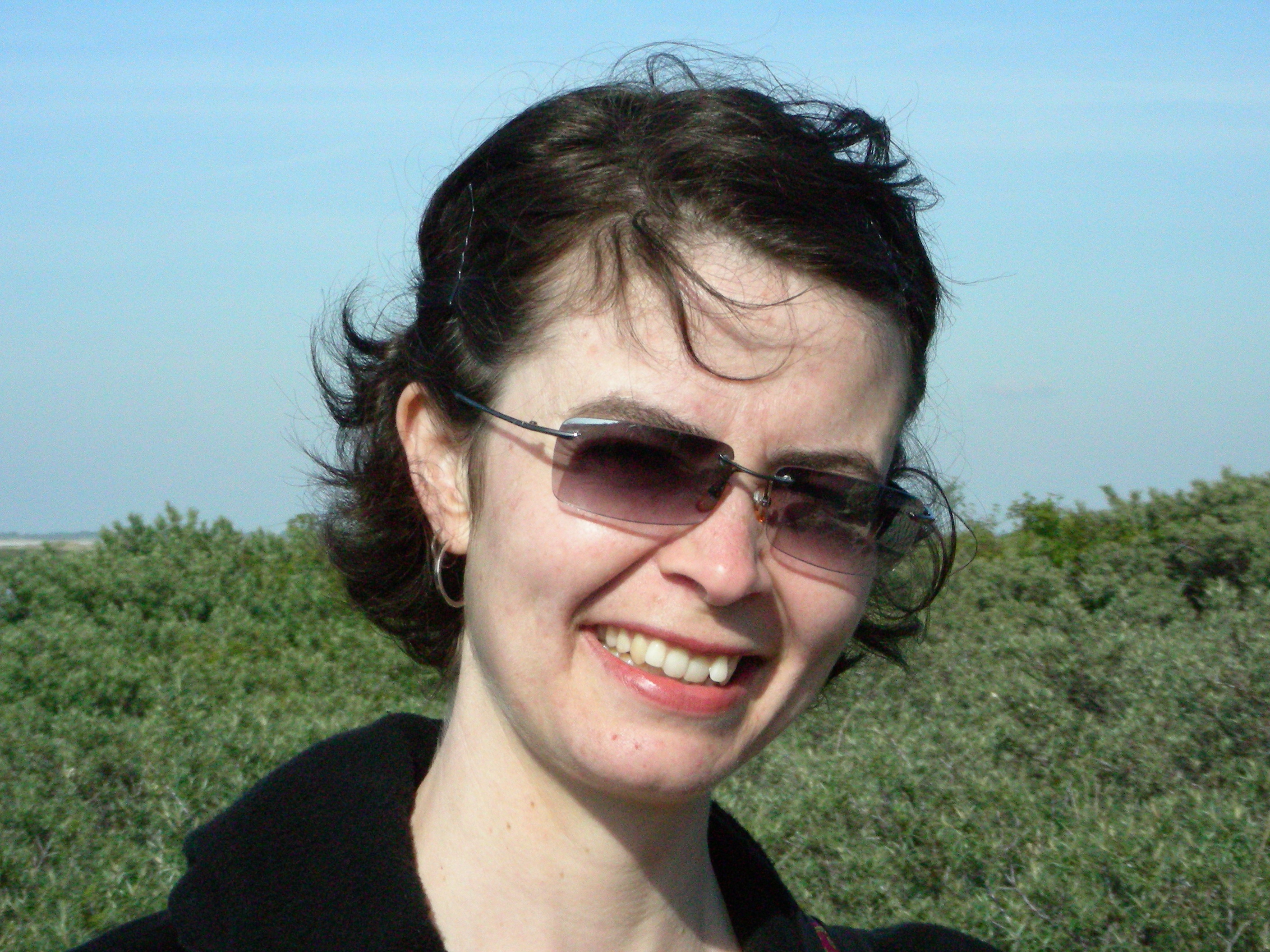
AlissaYork

Alissa York (* 1970 in Athabaska, Alberta) ist eine kanadische Schriftstellerin.

## Leben
Alissa York studierte Englische Literatur an der McGill University in Toronto. Sie veröffentlichte Kurzgeschichten und Romane. Yorks erster Roman Mercy wurde 2003 veröffentlicht. Der Roman Effigy war auf der Short List des Scotiabank-Giller-Preis. Sie wurde mit mehreren Preise ausgezeichnet, darunter der Journey Prize, der Bronwen Wallace Award und der John Hirsch Award. Ihre Werke wurden ins Französische und Niederländische übersetzt.  Ihre  Kurzgeschichte  Clues (Hinweise) wurde 2010 in deutscher Übersetzung in der Literaturzeitschrift WortMosaik. Zeitschrift für Literatur und Kunst veröffentlicht. 
Alissa York lebt in Toronto.

## Auszeichnungen
- 1999: The Bronwen Wallace Memorial Award[2]
- The Mary Scorer Award[3]
- 1999: Journey Prize, für The Back of the Bear’s Mouth
- 2000: The John Hirsch Award[4]

## Werke
Kurzgeschichten
- Any Given Power. Arbeiter Ring Publ., Winnipeg 1999, ISBN 1-89403-709-X.[5]

Romane
- Mercy. Delphinium Bookss, Harrison, N.Y. 2003, ISBN 1-883285-25-9.
- Effigy. Random House, Montreal 2007, ISBN 978-0-679-31472-1.
- Fauna. Random House, Toronto 2010, ISBN 978-0-307-35789-2.
- The Naturalist, 2016.